# Сельское поселение Сухие Аврали
Сельское поселение Сухие Аврали — муниципальное образование в Елховском районе Самарской области.
Административный центр — село Сухие Аврали.

## Административное устройство
В состав сельского поселения Сухие Аврали входят:
- село Сухие Аврали,
- село Мулловка.

## Население
Население на 1 января 2018 года составляет: 916.